# Парабола (литература)
Пара́бола (от др.-греч. παραβολή «сравнение, сопоставление, подобие, приближение»):
- небольшой рассказ иносказательного характера, имеющий поучительный смысл и особую форму повествования, которая движется как бы по кривой (параболе): начатый с отвлечённых предметов, рассказ постепенно приближается к главной теме, а затем вновь возвращается к началу, например, Притча о блудном сыне в Новом Завете;
- жанровая форма в литературе XX века, близко стоящая к притче[1].

## Понятие параболы в русскоязычном литературоведении
Парабола — неоднозначный для русского литературоведения термин, поскольку является переводным и часто заменяется термином «притча». Но есть и принципиальные различия, понять которые можно, рассмотрев несколько важнейших источников и проанализировав их различия.
Парабола — термин, обозначающий близкую к притче жанровую разновидность в драме и прозе XX века. С точки зрения внутренней структуры парабола — иносказательный образ, тяготеющий к символу, многозначному иносказанию (в отличие от однозначности аллегории и однонаправленного второго плана притчи); иногда параболу называют «символической притчей». Однако, приближаясь к символическому, иносказательному, план параболы не подавляет предметного, ситуативного, а остается изоморфным ему, взаимосоотнесенным с ним. Незавершенная многоплановость, содержательная ёмкость параболы привлекают писателей разных стран: Кафка («Процесс»), Гессе («Игра в бисер»), Сартр («Дьявол и Господь Бог»), Хемингуэй («Старик и море»), Маркес («Сто лет одиночества»), Кобо Абэ («Женщина в песках»). Близость к жанру параболы отмечалась советскими критиками в произведениях В. Быкова, Ч. Айтматова. Содержательно-структурные признаки параболы обнаруживаются и в других видах искусства: фильм «Седьмая печать» И. Бергмана, картина «Герника» П. Пикассо. Это позволяет отнести параболу к некоторым общим принципам художественной образности (наряду с аллегорией, символом, гротеском).
В отличие от притчи, парабола не подавляет предметной, ситуативной основы произведения. Если в евангельской, например, притче главное — это иносказательный план, объяснение простой по сути фабулы с точки зрения христианской морали, то в параболе оба плана равно важны. Это во многом и определяет характер жанра параболы в XX веке.
Таким образом, мы видим несколько главных характеристик, которые обнаруживает парабола:
1. иносказательность;
2. тяготение второго плана к многозначности символа (в противовес однозначности аллегории);
3. соотнесенность с жанром притчи.

В русском языке существует дополнительный термин «притча», который в литературоведении употребляют с целью охарактеризовать вполне определённый жанровый тип. Следуя логике определения притчи в словаре литертуроведческих терминов , мы видим, что к XX веку понятие притчи от аллегорической трактовки распространяется на более сложный, многоплановый тип сравнения, подтекста.
Что касается разницы употребления слов «притча» и «парабола», это скорее вопрос не столько семантики, сколько этимологии. В европейские языки слово «парабола» (parable, parabel, parabola и т. д.) перешло из греческого языка.
Скорее всего, форма «парабола» стала употребляться только в петровское (конец XVII—XVIII век) время, когда западноевропейская культура стала проникать во все сферы русской культуры, в том числе и в язык. А «притча», как обозначение рассказа, истории, случая, слово исконное для русского и ряда других славянских языков.
Употребление обоих терминов кажется корректным для современного литературоведения, поскольку не противоречит традиции.

## Парабола в западноевропейском литературоведении
Ознакомиться с западноевропейской трактовкой этого термина можно воспользовавшись любым европейским академическим литературоведческим словарем. Например, достаточно обширную статью можно найти в «Reallexikon der deutschen Literaturwissenshaft».
В ней также выделяются несколько основных значений этого слова:
1. Как риторико-стилистическая фигура речи, некое наглядное доказательство. В этом значении слово редко употребляется где-либо, кроме богословия.
2. Как библейское «Gleichnis» — сравнение. Это слово стало более употребительным со времени Лютеровского перевода Библии на немецкий, но обозначает все тот же жанр коротких рассказов, призванных наглядно продемонстрировать Волю Господа или донести Его Слово. Заметим, что в отечественной науке это относится к непосредственным характеристикам жанра библейской притчи;
3. Именно литературная форма короткого дидактического повествования, выражающая некую мудрость. Также здесь подчеркивается спорность вопроса об отделении параболы от других жанров со схожими функциями;
4. Часть текста, рассказ, смысл которого не кроется в простом дословном восприятии, а в раскрытии через сравнение, иносказание, неких исторических или идейных смыслов, подтекстов.

Также интересующимся этим вопросом имеет смысл ознакомиться со статьями в ряде авторитетных англоязычных литературоведческих словарей, таких как «Словарь мировых литературных терминов», «Словарь литературных терминов» Гарри Шоу, А. Ф. Скотт «Современные литературные термины», «Краткий оксфордских словарь литературных терминов» Криса Балдика, «Словарь литературных и тематических терминов» Эдварда Квина.
Все эти определения отражают уже обозначенные выше грани этого понятия. Опять же, почти везде мы видим соотнесение с аллегорией и басней, что ещё раз говорит об общем источнике понятия. Во всех словарных статьях основные примеры параболы — евангельские.

## История использования термина
Исследователи одним из первых источников называют Аристотеля. Стоики говорят о параболе в учении о тропах. В латинских риториках существует синонимичное по значению слово similitudo или collatio. Вплоть до поздней античности эти термины используются вместе с греческим вариантом.
В Ветхом завете и его толкованиях появляется синонимичное еврейское слово «маша́ль» (מָשָׁל). В раввинистической литературе термином «машаль» обозначались такие жанры, как притча и басня.
На этих ранних этапах функционирования слово «парабола» может выступать в значении аллегории, у различных авторов — сливаться с терминами «имаго», «икон», «фигура», то есть пока не имеет четкого определения и большого веса. При переводе Ветхого Завета на греческий, сделанном в Александрии в III—II веках до Р.Х слово «парабола» с успехом заменило еврейское «машаль», при этом еврейско-эллинское, дохристианское значение этого слова охватывает и разного рода сравнения, и басни, и собственно параболы, и аллегории, и даже пословицы, загадки, эпиграммы и т. п.
Заметим, что именно этот перевод стал использоваться христианской Церковью с самого начала её существования как один из основных текстов ветхозаветного Священного Писания. Именно к нему прибегали в своих богословских сочинениях отцы и учители Церкви. Именно с него был сделан перевод текста Ветхого Завета на славянский язык, что на тысячу лет связало с ним судьбу Славянской Библии, приобретя, таким образом, кроме богословского, ещё и литургическое значение для Русской Церкви.
В Лютеровском переводе Библии мы видим термин «Gleichnis», которым обозначаются евангельские притчи. В поэзии барокко параболические, по сути, жанры также не выступают под термином «парабола», а возводятся именно к «Gleichnis». Только просветители и романтики (Гёте, Лессинг, Гердер, Шлегель и др.) обращаются к параболе как к самостоятельному литературному жанру. В связи с модой на восток, наивную поэзию экзотических стран, парабола в поэзии связывается с раскрытием как религиозной, так и профанной мудрости (например, Гёте — «Книга парабол» в «Западно-восточном диване», 1819), и обретает определенную популярность. Появляется ряд переводов и подражаний более ранним образцам. Шлегель же видит в параболе одну из лучших форм раскрытия философских идей. И лишь в XX веке слово «парабола» актуализируется, по больше части, благодаря творчеству Франца Кафки и Бертольта Брехта, и уже накрепко связывается с произведениями не только малой, но и крупной формы — романа и драмы.

## Парабола в XX—XXI веке
Именно в XX веке появляются такие термины, как роман-притча, роман-парабола. Черты параболического повествования в той или иной мере присущи многим сколь-нибудь значительным произведениям мировой литературы. Наличие символа, некоего второго плана, определяющего смысл и задачи книги, присваивает ей черты параболы.
В зарубежной литературе XX века авторами, критиками и искусствоведами к произведениям такого характера принято относить, например, роман-притчу Т. Уайлдера «Мост короля Людовика Святого» (1927), философские аллегорические романы и повести-притчи П. Лагерквиста, например, «Палач» (1933), У. Голдинга «Повелитель мух» (1954) и др., И. Кальвино «Раздвоенный виконт» (1952), «Барон на дереве» (1957) и др., «Старик и море» Э. Хемингуэя (1952) — реалистическую повесть с «притчевым» подтекстом, романы «Притча» У. Фолкнера (1954), «Homo Faber» (1957), «Назову себя Гантенбайн» (1964) Макса Фриша, многие пьесы Б. Брехта, в частности «Добрый человек из Сычуани» и «Карьера Артуро Уи», различные утопии и антиутопии, например, «1984» (1949) и «Скотный двор» (1945) Дж. Оруэлла, «Ценой потери» (1961) Г. Грина. Также можно вспомнить и философский роман Станислава Лема «Солярис» (1961), «Кентавра» Дж. Апдайка, антифашистский, с христианскими аллюзиями роман Ф. Шанты «Пятая печать», «средневековые» повести Е. Анджеевского «Тьма покрывает землю» и «Врата рая» и т. д.
В русскоязычной литературе притчеобразной поэтикой, ориентированной на изначальные, архетипические образы природы и человека, обладает, например, проза А. Платонова («Котлован», «Река Потудань», 1937). Возродилась эта тенденция только в 1970 годы в повестях В. Быкова и Ч. Айтматова. Продолжать этот ряд можно бесконечно. Но даже этот небольшой список показывает, насколько важны в литературе XX века иносказательные, обобщенные формы и «вечные», универсальные темы и образы.